# CD-34 12211
CD-34 12211 — хімічно пекулярна зоря спектрального класу
A7 й має видиму зоряну величину в смузі V приблизно  8,9.